# Lady Susan

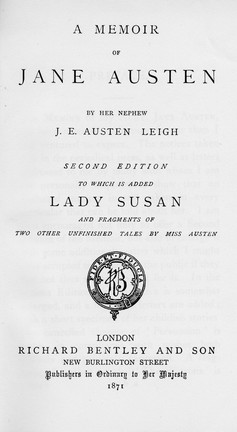
Primeira página do livro A Memoir, de Jane Austen, segunda edição.

Lady Susan é um curto romance epistolar de Jane Austen, escrito provavelmente em 1794 e publicado somente em 1871. Escrito na fase jovem da autora e nunca enviado para publicação, ele descreve as estratégias da protagonista que dá nome ao romance.

## Sinopse
Lady Susan Vernon, bela e encantadora mulher, recentemente viúva, visita seus cunhados Charles e Catherine Vernon na casa de campo deles em Churchill, chegando pouco tempo depois de avisá-los. Catherine está longe de ficar satisfeita, pois Lady Susan tentou impedir seu casamento com Charles e sua hóspede indesejada foi descrita para ela como “a coquette mais talentosa da Inglaterra”. Entre as conquistas de Lady Susan em Londres está um homem casado, o Sr. Manwaring.
Reginald, o irmão de Catherine, chega à casa de campo uma semana depois e apesar das reiteradas advertências feita pela irmã sobre a índole de Lady Susan, ele logo cai em seus feitiços. Lady Susan brinca com os sentimentos do jovem rapaz para sua própria satisfação, e posteriormente ela continua pois percebe quão desconfortável deixava sua cunhada. Sua confidente, Mrs. Johnson, para quem escreve frequentemente, recomenda que ela se case com Reginald, mas Lady Susan o considera muito inferior ao senhor Manwaring.
Frederica, a filha de 16 anos de Lady Susan, tenta fugir da escola quando ela descobre o plano de sua mãe para casá-la com um rico e insosso jovem que ela detesta. Ela também se torna uma hóspede em Churchill. Catherine começa a gostar da jovem – seu caráter é totalmente diferente do da mãe – e com o passar do tempo ela percebe o afeiçoamento de Frederica pelo desatento Reginald.
Posteriormente, o senhor James Martin, indesejado pretendente de Frederica, aparece sem ser convidado, para seu infortúnio e irritação de sua mãe. Quando Frederica implora em desespero pela ajuda de Reginald (ela tinha sido proibida pela mãe de recorrer a Charles e Catherine Vernon), isso causa uma desavença temporária entre Reginald e Lady Susan que rapidamente é reparada.
Lady Susan decide voltar para Londres e casar sua filha com Sir James. Reginald a segue, ainda enfeitiçado pelos seus encantos e com a intenção de se casar com ela, mas ele se encontra com a senhora Manwaring na casa do senhor Johnson e finalmente aprende sobre o caráter real de Lady Susan. Lady Susan acaba se casando com o pretendente da filha, Sir James, e permite que Frederica resida em Churchill, com Charles e Catherine, onde Reginald pode ser cortejado, elogiado e induzido a uma afeição pela jovem.

## Personagens principais
- Lady Susan Vernon

A personagem principal tem por volta de 35 ou 36 anos. Ela é filha de um conde. Ela se tornou viúva há poucos meses e é conhecida por constantemente manipular e seduzir homens solteiros e casados. Como ela foi deixada em situação financeira precária devido a morte de seu primeiro marido, ela se vale do flerte e da sedução para atingir seus objetivos e manter a fachada do opulento estilo de vida que levava. Como viúva e mãe, seus principais objetivos eram, casar rapidamente sua filha Frederica (a quem ela desdenha, e considera estúpida e teimosa) com um homem rico, e arranjar um esposo ainda melhor para si. A senhora Vernon a descreve assim: “...realmente muito bonita. Eu raramente vi uma mulher tão adorável como Lady Susan. Ela é delicadamente branca, com bonitos olhos cinzas e cílios escuros; e da sua aparência ninguém poderia supor mais do que vinte e cinco anos, mas ela é de fato dez anos mais velha. Eu estava decidida a não admirar ela...porém não posso deixar de sentir que ela possui uma incomum união de simetria, brilho e graça”. Lady Susan age friamente com sua filha, por quem sente pouco ou nenhum afeto: ela a chama de “garota estúpida” que “não tem nada que a recomende”. É possível que Jane Austen tenha reproduzido na personagem da mãe uma antiga vizinha, a linda senhora Craven, que realmente tratou suas filhas com crueldade, as trancafiando, batendo e deixando elas passarem fome, até o dia em que elas fugiram ou se casaram com alguém mais pobre para poderem escapar. Há um contraste irônico entre a bonita e casta personagem bíblica de Susana do Antigo Testamento e Lady Susan.
- Frederica Vernon

Filha de Lady Susan. Oprimida pela mãe, Frederica é muito tímida e somente com o tempo que o leitor consegue perceber que ao invés de ser estúpida e teimosa, ela é uma garota doce e sensível, cuja natureza generosa se opõe ao egoísmo venal de Lady Susan. Frederica não é bonita como a mãe, porém ela tem uma beleza suave e delicada que, junto com sua habilidade de ser grata, a cativou para junto dos Vernons.
- Catherine Vernon

Cunhada de Lady Susan. Lady Susan facilmente percebe quanto a senhora Vernon desgosta dela, mas ela permite pois ela é “bem criada” e tem um ar de “uma mulher da moda”. Ela sente mais carinho e preocupação por Frederica do que Lady Susan, e frequentemente lamenta a negligência de Lady Susan com a filha.
- Charles Vernon

Cunhado de Lady Susan. Um homem ameno que permite que ela fique na sua casa.
- Reginald De Courcy

Irmão da Sra. Vernon. Ele é bonito, gentil, caloroso, receptivo, porém um tanto ingênuo. Sra. Vernon escreve numa carta para a mãe: “Ó! Reginald, como pôde seu julgamento escravizar!”.
- Senhora De Courcy

Confidente e mãe da Sra. Vernon. Lady de Courcy confia no discernimento da filha e está preocupada em não deixar Reginald ser levado por Lady Susan.
- Alicia Johnson

Amiga íntima que Lady Susan confia todas as suas intenções. A Sra. Johnson tem uma mentalidade imoral similar à de sua amiga. Empacada em um casamento com um homem sensível que ela não ama, quem Lady Susan descreve debochadamente como “velho o suficiente para ser formal, ingovernável e para ter gota – muito velho para ser agradável e muito novo para morrer”, ela se delicia em ouvir e fazer sugestões nos planos manipulativos de Lady Susan.

## Análise
Apesar de o tema, juntamente com o foco no estudo de caráter e questões morais, ser parecido com outro trabalho já publicado de Austen (Razão e Sensibilidade, que também foi originalmente escrito em forma epistolar), sua perspectiva é muito diferente, e Lady Susan possui alguns paralelos da literatura do século XIX. Ela é uma mulher egoísta, intrigante e sem escrúpulos, muito atraente para os homens, que não tem vergonha nenhuma do seu relacionamento com um homem casado. Ela subverte todos os padrões do romance romântico: tem um papel ativo, não é apenas bonita, mas inteligente e espirituosa, e seus pretendentes são significativamente mais jovens do que ela é (em contraste com Razão e Sensibilidade e Emma, que mostram os casamentos das suas protagonistas femininas com homens 16 anos mais velhos). Embora o final inclua uma tradicional recompensa para a moralidade, a própria Lady Susan é tratada com mais indulgência que as mulheres adúlteras, em Mansfield Park, que são severamente punidas.

## Filmes e adaptações para televisão
Em 2009, Lady Susan estava sendo adaptada pela escritora britânica Lucy Prebble para a Celador Films e a BBC4.
Intitulado Amor & Amizade, um dos trabalhos juvenis de Austen, a adaptação de Whit Stillman para Lady Susan foi incluída no Festival de Cinema de Sundance, em 2016. A data de lançamento nos EUA foi 13 de maio de 2016. Estrelado por Kate Beckinsale, Chloe Sevigny, Xavier Samuel e Stephen Fry. Recebeu críticas extremamente positivas.
Em 2018, Lady Susan foi uma das obras de Jane Austen a serem adaptadas em Orgulho e Paixão, telenovela da Rede Globo, sendo Alessandra Negrini a intérprete de Susana.

## Teatro e Adaptações Literárias
Uma adaptação feita por Bonnie Milne Gardner, PhD, Professora do Dept. de Teatro e Dança da Universidade de Wesleyan em Ohio, foi apresentada na OWU durante a temporada de teatro de 1998-1999. O script é feito para cinco mulheres e três homens, com mínimos recursos de cenário, e a performance dura em média 90 minutos.
Uma versão de Lady Susan foi feita para duas mulheres, adaptada pelo Teatro de Inis, apresentada no Fringe Festival de Dublin em 2001-2.
Outra adaptação foi feita por Cristine U’Ren foi apresentada pela Companhia de Teatro Bella Union no Berkeley City Club em Berkeley, Califórnia, em julho de 2009.
Lady Susan (romance), um livro reescrito por Phyllis Ann Karr.
Lady Vernon and Her Daughter, uma reconstrução do romance Lady Susan, publicada pela Crown Publishing em 2009. Escrita pelas duas autoras, mãe e filha, Jane Rubino e Caitlen Rubino-Bradway, a adaptação interpreta a obra com fidelidade à forma mais madura de prosa de Austen.
Uma nova adaptação do texto, em forma de romance, pelo diretor Whit Stillman, foi anunciado para publicação, para coincidir com o lançamento do filme (sob o mesmo título), em 13 de Maio de 2016. Um trecho do artigo e entrevista de Alexandra Alter do The New York Times com o diretor Stillman em 2016, que descreve o processo de produção do romance, diz: “No romance, o Sr. Stillman usa o enredo e as personagens das cartas de ficção de Austen e narra o conto pela perspectiva do sobrinho de Lady Susan, que espera contrariar as críticas de sua tia maligna. As 41 cartas de Lady Susan de Austen estão inclusas no anexo final. ” Stillman disse a Alter que sentia que Lady Susan não estava bem terminado, e achava que o livro era “imperfeito”. Depois de perceber que havia uma outra história para ser contada, ele convenceu a editora Little, Brown and Company para deixá-lo escrever o romance.

## Leitura complementar
- Austen, Jane; Ed. Peter Washington. Sanditon and Other Stories. [S.l.: s.n.]